# Atractodes provancheri
Atractodes provancheri là một loài tò vò trong họ Ichneumonidae.